# Carin Thiel

Axel Törnemans porträtt från 1916 av fru Carin Östberg, Thielska galleriet.

Carin Thiel, född 9 februari 1889, död 3 mars 1963, var en svensk societetskvinna som fungerat som inspiration för bildkonstnärer och poeter. Hon var dotter till finansiären Ernest Thiel och Anna Josephson, född i släkten Josephson.

## Biografi
Carin Thiel var syster till Signe Henschen och på mödernet kusin med Tor Bonnier och dennes systrar Elin och Greta, vilka hon under sin ungdomstid på Djurgården umgicks med. I denna krets fanns även bröderna Yngve och Tor Berg samt Sigurd Agrell och Otto Järte. Enligt Tor Bonnier bildade vänkretsen tillsammans med Sven Lidman, John Landquist och Yngve Larsson ett slags Djurgårdsjunta, som intensivt diskuterade litteratur och politik samt inte minst ordnade många fester.
Thiel avporträtterades av Axel Törneman.
I sin bok, Längesen, beskriver Tor Bonnier Carin Thiel som en kvinna med "unik erotisk skönhet": midjesmal och högbröstad, med långt kastanjebrunt hår och med le diable au corps.
Carin Thiel var 1908–1917 gift med författaren, senare frikyrkomannen, Sven Lidman och fick med honom döttrarna Ulla Lidman-Frostenson (1910–1962), Ann-Marie Lidman-Hollinger (1912–2000) och Karin Lidman (1915–1929). Äktenskapet med Sven Lidman föll sönder under uppslitande former.
Regissören Per Lindberg var hennes nya kärlek. Carin Thiel försvann dock inte helt ur Sven Lidmans liv. I sin sista diktsamling "Oroligt var mitt hjärta tills det fick frid i Dig", som publicerades så sent som 1933, skriver han en dikt om och till henne. Från 1919 var Carin Thiel gift med arkitekten Ragnar Östberg och hade med honom dottern Susanna.